# Antifa fest
Antifa fest glazbeno-edukativna je manifestacija koja se od 2004. godine održava u Puli u Kulturnom centru Karlo Rojc. 
Antifa je krenuo kao projekt u jesen 2004. nakon što su građani Pule bili izloženi kontinuiranim napadima lokalnih neonacističkih i nacionalističkih skupina, a koji su kulminirali pokušajem ubojstva dvoje mladića od strane pripadnika Blood & Honour pokreta. Kao reakcija na taj događaj, organiziran je mirovni mimohod središtem grada od strane saveza udruga okupljenih u Kulturnom centru Karlo Rojc pod sloganom "Ne nasilju - ne fašizmu!"
Prvi festival održan je 25. prosinca 2004., u organizaciji diy platforme Novo Istarsko Podzemlje i najstarijeg živućeg underground punk/hc aktivističkog kolektiva u Hrvatskoj, Monteparadisa.
Festival kritizira neonacizam, fašizam, diskriminacija i predrasude, a osim koncerata, održavaju se predavanja, video projekcije, debate i izložbe.

## Vanjske poveznice
- Službena stranica